# Sackaras
Sackaras är ett enzym som spjälkar sackaros (rörsocker) till glukos och fruktos i matspjälkningskanalen.